# 日本自動車ジャーナリスト協会
日本自動車ジャーナリスト協会（にほんじどうしゃジャーナリストきょうかい、Automobile Journalists Association of Japan, AJAJ）は、自動車評論に関係する人物によって構成される任意団体である。

## 概要
1969年に設立された「自動車に関連するスポーツ、エンジニアリング、経済、その他の分野で活躍するジャーナリスト」による同業者組織。実際には自動車雑誌等を活動の場とする自動車評論家が主たる構成員であり、自動車関連技術や経済分野を専門とするジャーナリストの所属は少ない。
本会の事務所は、東京都内もしくはその近郊に置かれる。

## 構成員
公式ウェブサイトによる。
- 理事会
  - 会長：菰田潔
  - 副会長：石川暁、竹岡圭
  - 理事：有元正存、岡崎五朗、鈴木直也、西村直人、萩原秀輝、藤島知子、森川オサム、吉田由美
- 名誉会員：三本和彦、山口京一
- 顧問：小口泰平

### 会員
本会の会員は下記の4種類で構成される。以下、定款より引用する。
1. 準会員：本会の主旨に賛同し、自動車に関する著述、評論、映像、放送などにおいて自己の業績を3年以上公開している個人。
2. 正会員：準会員としての会員実績が1年を超え、理事会が承認した個人。
3. 会友：満年齢が65歳以上であり、かつ25年以上の会員実績を有し、理事会が承認した個人。
4. 名誉会員：本会に貢献し、理事会が承認した個人。

本会に入会するためには正会員2名の推薦と、理事会の承認が必要。会費を滞納したり、会の名誉やジャーナリストとしての品格を傷付けたりといった理由で除名・退会となる場合がある。
公式ウェブサイトに会員として掲載されている人物は下記の通り。
- 会田肇
- 飯田裕子
- 池田直渡
- 石井昌道
- 石黒敏夫
- 一条孝
- 石川茂幸
- 井上茂幸
- 今井優杏
- 内田俊一
- 大久保史子
- 大久保力
- 太田哲也
- 大谷達也
- 岡崎宏司
- 岡島裕二
- 岡本幸一郎
- 小川義文
- 加瀬幸長
- 片岡英明
- 桂伸一
- 河口学
- 川島茂夫
- 菊谷聡
- 木下隆之
- 木村好宏
- 日下部保雄
- 九島辰也
- 工藤貴宏
- 国沢光宏
- 五味康隆
- 近藤暁史
- 斎藤聡
- 斉藤慎輔
- 佐藤篤司
- 佐藤久実
- 塩見智
- 島崎七生人
- 島下泰久
- 清水和夫
- 清水草一
- 鈴木健一
- 鈴木誠男
- 瀬在仁志
- 高根英幸
- 高山正寛
- 滝口博雄
- 田草川弘之
- 竹花寿実
- 立花啓毅
- 近田茂
- 戸田治宏
- 中川和昌
- 中村孝仁
- 南陽一浩
- 西川淳
- 萩原文博
- 橋澤宏
- 橋本洋平
- 橋本玲
- 堀越保
- 牧野茂雄
- 松田秀士
- 松任谷正隆
- 真鍋裕行
- 丸茂亜希子
- 丸山誠
- 三浦健史
- 桃田健史
- 森口将之
- 諸星陽一
- 山崎公義
- 山崎元裕
- 山城利公
- 山田弘毅
- 山野哲也
- 山本晋也
- 横越光廣
- 吉田匠
- 米村太刀夫
- ピーター・ライオン

### かつての会員
- 伏木悦郎[7]
- 卜部敏治[8]
- 加藤順正[8]
- 松下宏[8]
- 津々見友彦[9]
- 森岡和則[10]
- 松尾良彦[11]
- 石川芳雄[12]
- 漆原一郎[13]

## 活動実績
年に1回程度、安全運転のための講習会を開催している。2005年には、「母と子の楽ラク運転講習会 -お父さんも､ご一緒に!!- 」を東京で開催した。

## その他
日本における類似の組織として日本自動車研究者ジャーナリスト会議 (RJC) がある。こちらは特定非営利活動法人（NPO法人）として法人格を有しており、RJCカー・オブ・ザ・イヤーを主催している。またモータースポーツを専門に扱う組織としては、他に任意団体の日本モータースポーツ記者会 (JMS) がある。